# Zone of Separation
ZOS: Zone of Separation – Das Kriegsgebiet ist eine kanadische Drama-Serie, die von Andrea Raffaghello und Paul Gross produziert wurde. Die achtteilige Miniserie spielt in der fiktiven bosnischen Stadt Jadac, in der die Protagonisten versuchen, den von der UN vermittelten Waffenstillstand durchzusetzen.

## Handlung
Schauplatz der Serie Zone of Separation – Das Kriegsgebiet ist die fiktive Balkanstadt Jadac, die aus zwei verfeindeten Bevölkerungsgruppen besteht. Auf der einen Seite steht die orthodox-christliche Bevölkerung, auf der anderen die muslimische Bevölkerung der Stadt. Das Leben in der Stadt ist geprägt von Nationalismus, Gewalt, Prostitution und Drogen.
Um einen erneuten Kriegsausbruch zu verhindern, sind Soldaten der Vereinten Nationen in die Balkanstadt eingerückt, die die Stadt fortan überwachen und kontrollieren.
Sie sind für friedenssichernde und -erhaltende Maßnahmen in Jadac verantwortlich und versuchen, den wackeligen Waffenstillstand zwischen den Muslimen und Christen aufrechtzuerhalten, um einen erneuten Kriegsausbruch zu verhindern. Der Frieden im Krisengebiet von Jadac ist sehr zerbrechlich. Ein neuer Konflikt scheint vorprogrammiert, denn die Anführer der beiden Bevölkerungsgruppen sind an ihrem Machterhalt interessiert und sinnen beidseitig auf Rache für die Grausamkeiten der Vergangenheit.
Dementsprechend würden viele die Bemühungen der Friedensgruppen gerne scheitern sehen.

## Hauptrollen
- Captain Sean Kovacs –  Kovacs ist Captain der kanadischen Streitkräfte und Leiterin der Militärbeobachter in Jadac. Sie ist eine der wenigen Frauen innerhalb der Truppe, kann sich aber unter all den Männern behaupten und durchsetzen. Jadac ist ihr dritter Einsatz als UN-Militärbeobachter, nachdem sie schon in Haiti und Sierra Leone stationiert war. Durch eine Vergewaltigung (genaueres siehe Major Simon Desjardin) wurde sie schwanger.
- Captain Mick Graham – Graham ist Captain der British Army und zum ersten Mal als Militärbeobachter eingesetzt, nachdem er zuvor als Soldat im Kosovo und im Irak stationiert war. Er ist in Wirklichkeit ein Geheimagent, der davon besessen ist den Kriegsverbrecher Dragan Michailov zu verhaften, was ihm letztendlich auch gelingt.
- Major Simon Desjardin – Der französische Major Simon Desjardin soll die örtliche Polizei ausbilden. Er wurde von Freischärlern gezwungen, Sean Kovacs zu vergewaltigen und leidet deshalb an Schuldgefühlen und einer posttraumatischen Belastungsstörung.
- Captain Taffy Najira – Der südafrikanische Captain ist der Womanizer der Truppe, der sich gerne mal mit verschiedenen Damen der einzelnen Zonen vergnügt. Captain Najira lernte die wichtigsten Bestandteile für den Einsatz in Jadac bei Captain Kovacs.
- Major Gavin Hart – Hart ist der Kommandant der kanadischen Friedenstruppen. Sein letzter Einsatz war in Afghanistan, bevor  er sich in das Krisengebiet Jadac versetzen ließ. In Kanada lässt er seine Frau sowie seine behinderte Tochter zurück.
- Leutnant Richard Matteo –  Matteo ist ein Ingenieur, der erst kürzlich die Universität beendet hat. Er ist ein wahrer Neuling in dem Krisengebiet, ist dennoch Stellvertretender Kommandeur von Major Gavin Hart. In Jadac lernt er die hübsche Dolmetscherin Natasa Vucovic kennen, mit der er eine Affäre beginnt.
- George Titac – Der freundlich wirkende Café Besitzer George Titac, hat viele Jahre seines Lebens in Großbritannien verbracht. Die Moslems geben an, einen Rat aus mehreren Mitgliedern zu besitzen, der für die Allgemeinheit des Gebiets spricht. Tatsächlich ist George Titac jedoch der heimliche Anführer der Moslems. Er ist außerdem Anführer der muslimischen organisierten Kriminalität der Stadt und betreibt in seinem Café ein Bordell und handelt mit Waffen und großen Mengen Heroin.
- Imam Zaid Hamza – Zaid Hamza ist der Imam von Jadac und kam gemeinsam mit seiner Frau Youtez, eine Amerikanerin iranischer Abstammung, in das Krisengebiet. Gemeinsam beginnen sie mit dem Wiederaufbau der örtlichen Moschee, was ihn in dem Gebiet der Moslems sehr beliebt und zu einer Art Vorbild der Gläubigen macht. George Titac verleumdet ihn bei der CIA als Islamisten die ihn daraufhin entführt. Captain Sean Kovacs kann im letzten Moment verhindern, dass er außer Landes gebracht wird.
- Krijha – Krijha, oder Kreech, gehört zu George Titacs Gefolge an. Im Alkohol- und Heroinrausch feuert er mit einem Komplizen eine Granate auf den Marktplatz ab. Titac foltert ihn daraufhin und behandelt ihn wie einen Hund. Krijha schließt sich daraufhin – mit seiner heimlichen Liebe, der drogensüchtigen Prostituierten Nadia – Imam Zaid Hamza an und entwickelt sich zu einem islamischen Fundamentalisten.
- Mila Michailov – Mila Michailov, die Frau des Kriegsverbrechers Dragan Michailov, der als verstorben gilt, ist die Anführerin der Christen. Sie ist im Drogenhandel aktiv. Im Laufe der Serie findet sie heraus, dass ihr Mann ihren gemeinsamen Sohn ermorden ließ und verrät ihn deshalb an die UN.
- Natasa Vucovich – Natasa arbeitet als Sprachmittlerin für die Soldaten der Vereinten Nationen, nimmt aber auch von Mila Michailov Befehle entgegen.

## Besetzung und Synchronisation
| Rolle                   | Schauspieler      | Staffel | Synchronsprecher      |
| ----------------------- | ----------------- | ------- | --------------------- |
| Captain Sean Kovacs     | Michelle Nolden   | 1       | Katrin Zimmermann     |
| Captain Mick Graham     | Allan Hawco       | 1       | Robin Kahnmeyer       |
| Major Simon Desjardin   | Paul Doucet       | 1       | Christian Gaul        |
| Captain Taffy Najira    | Jim Codrington    | 1       | Tobias Kluckert       |
| Major Gavin Hart        | Rick Roberts      | 1       | Benjamin Völz         |
| Leutnant Richard Matteo | Peter Mooney      | 1       | Tobias Müller         |
| George Titac            | Colm Meaney       | 1       | Roland Hemmo          |
| Imam Zaid Hamza         | Paulino Nunes     | 1       | Florian Halm          |
| Mila Maichailov         | Lolita Davidovich | 1       | Katarina Tomaschewsky |
| Speedo Boy              | Enrico Colantoni  | 1       | Lutz Schnell          |

## Produktion und Veröffentlichungen
Die Serie wurde im Jahr 2008 von Whizbang Films, Sulari Productions Inc. und The MovieNetwork produziert. Damit wurde Andrea Raffaghello als Produzent beauftragt. Regie führte Mario Azzopardi. Das Drehbuch zur Serie wurde von Malcolm Macrury, Peter Mitchell, Jason Sherman, John Krizanic und Paul Aitken geschrieben.
Die Serie wurde in zwei Kategorien (Beste Dramaserie, Beste Hauptdarstellerin) für den kanadischen Fernsehpreis Gemini Award nominiert. Des Weiteren wurde sie von der Directors Guide of Canada für das beste Production Design nominiert und für den besten Schnitt ausgezeichnet. Die Writers Guild of Canada nominierte sie für das beste Drehbuch.
Im kanadischen Fernsehen wurde die Serie in der englischen Originalversion am 19. Januar 2009 zum ersten Mal ausgestrahlt. Die deutschsprachige Erstausstrahlung erfolgte am 20. Oktober 2010 auf dem deutschen Pay-TV-Sender RTL Crime. Seit dem 22. November 2012 sind die Episoden in deutscher Sprache On-Demand bei MyVideo kostenlos verfügbar. Auf DVD und Blu-Ray erschien die Serie am 6. Dezember 2012 im Handel.